# Släthult, Högsby kommun
Släthult är en  by  i Högsby kommun och Högsby socken i sydöstra Småland, Kalmar län. Omnämns första gången under medeltiden i samband med att Erengisle Sunesson (båt) och hans hustru av Ulvåsatätten donerat en jord i byn till Vadstena kloster år 1378. Under 1500-talet består byn av 1 + 1/2 mantal skatte och 1 mantal frälse (1553 tillhörigt Halsten Månsson Bagge).